# José Carlos Bauer
José Carlos Bauer, né le 21 novembre 1925 à São Paulo et mort le 4 février 2007, était un joueur de l'équipe du Brésil de football, qui devint entraîneur par la suite.

## Biographie

### Carrière en club
Il joua en club pour le São Paulo Futebol Clube et le Botafogo de Futebol e Regatas. 
Il remporta six titres de champion de l'État de São Paulo : 1943, 1945, 1946, 1948, 1949 et 1953. 

### Sélection
Bauer dispute 29 matchs pour l'équipe du Brésil, dont 26 officiels entre 1949 et 1955,. 
Il remporte la Copa América 1949 et prend part à deux coupes du monde : 1950 (finaliste) et 1954.